# Сучков, Василий Игнатьевич
Василий Игнатьевич Сучков (18.02.1924, Паньково, Московская область — 10.11.1996, Дмитров, Московская область) — командир сапёрного отделения 103-го отдельного сапёрного батальона, младший сержант — на момент представления к награждению орденом Славы 1-й степени.

## Биография
Родился 18 февраля 1924 года в деревне Паньково Дмитровского района Московской области. Член ВКП/КПСС с 1943 года. Окончил 7 классов и школу фабрично-заводского обучения. Работал в колхозе.
В Красной Армии и на фронте в Великую Отечественную войну — с апреля 1942 года. Участвовал в Курской битве, освобождении Украины, Румынии, Венгрии, Австрии. За бои под Харьковом награждён медалью «За отвагу», за успешную переправу войск на Днепре — орденом Красной Звезды.
Командир сапёрного отделения 103-го отдельного сапёрного батальона младший сержант Сучков с отделением к сентябрю 1944 года установил перед передним краем нашей обороны свыше трёх тысяч мин, обучил шесть бойцов технике минирования.
В августе 1944 года в 15 километрах северо-восточнее города Хырлэу Сучков вместе с сапёрами проделал несколько проходов в минных полях противника, произвел ремонт дороги, чем содействовал продвижению стрелковых подразделений.
Приказом командира 53-й стрелковой дивизии от 10 сентября 1944 года младший сержант Сучков награждён орденом Славы 3-й степени.
24 октября 1944 года юго-западнее города Тисафёльдвар при форсировании реки Тиса с бойцами под огнём противника переправил на лодке на правый берег 185 солдат и офицеров, 28 ящиков с боеприпасами, 6 миномётов, 26 мешков с продуктами.
12 декабря 1944 года приказом по 7-й гвардейской армии младший сержант Сучков награждён орденом Славы 2-й степени.
В том же боевом составе сержант Сучков во главе отделения в ночь на 28 марта 1945 года в бою за город Дьёр переправил на левый берег реки Раба роту стрелкового полка, на правый — раненых бойцов. Когда в одном из рейсов от вражеского снаряда пошла ко дну соседняя лодка, Сучков бросился в ледяную воду и участвовал в спасении раненых.
Указом Президиума Верховного Совета СССР от 15 мая 1946 года за мужество, отвагу и героизм,  сержант Сучков Василий Игнатьевич награждён орденом Славы 1-й степени.
В 1947 году старшина Сучков демобилизован. Вернулся в город Дмитров Московской области. С сентября 1949 года работал участковым уполномоченным. В 1964 году окончил Московскую специальную среднюю школу милиции МООП РСФСР. Работал в Дмитровском отделе внутренних дел. За время работы в милиции на должностях следователя, инспектора, старшего инспектора угрозыска, дежурного помощника начальника ОВД разыскал и задержал более 200 особо опасных преступников, предотвратил свыше 150 преступлений и разыскал около 100 человек, без вести пропавших.
За многолетнюю плодотворную службу в органах внутренних дел майор милиции Василий Игнатьевич Сучков удостоился высшей советской награды — ордена Ленина.
С 1984 года подполковник милиции Сучков на пенсии.
Умер 10 ноября 1996 года. Похоронен в городе Дмитров на кладбище Красная гора.

## Награды
- орден Ленина (1971)
- орден Отечественной войны 1-й степени (1985)
- Орден Красной Звезды (04.11.1943)[3]
- Орден Славы 1-й степени (15.05.1946)[3]
- Орден Славы 2-й степени (12.12.1944)[3]
- Орден Славы 3-й степени (10.09.1944)[3]
- Медаль «За отвагу»  (25.06.1943)[3]
- Медаль «За победу над Германией в Великой Отечественной войне 1941—1945 гг.» (09.05.1945)[3]

Почетные звания
- Заслуженный работник МВД
- Отличник милиции